# میگل استرادا
میگل استرادا (اسپانیایی: Miguel Estrada‎؛ زادهٔ ۱۶ ژوئن ۱۹۵۰) بازیکن بسکتبال اهل اسپانیا بود.
از باشگاه‌هایی که در آن بازی کرده‌است می‌توان به باشگاه بسکتبال بارسلونا، باشگاه بسکتبال مانرسا، و باشگاه بسکتبال یوونتوت بادالونا اشاره کرد.